# Tarragona (tỉnh)
Tỉnh Tarragona (tiếng Tây Ban Nha: Provincia de Tarragona, tiếng Catalunya: Província de Tarragona) là một tỉnh ở phía đông Tây Ban Nha, phía nam của cộng đồng tự trị Catalonia. Tỉnh này giáp các tỉnh Castellón, Teruel, Zaragoza, Lleida, Barcelona và Địa Trung Hải.
Dân số tỉnh là 631.156 người (năm 2002), trong đó có 1/5 sinh sống ở tỉnh lỵ Tarragona. Tỉnh này có các thành phố và thị xã như Constantí, Reus, Falset, El Vendrell, Tortosa, Amposta. Tổng cộng có 183 đô thị.
Cũng như thành phố cảng Tarragona, toàn tỉnh có nhiều địa điểm du lịch. Tỉnh có làng Catalan với các điểm tham quan, di tích lịch sử, những bãi biển đầy cát trắng, bờ đá, vách đá cheo leo, sông và rừng cây và một số dự trữ động vật hoang dã. Khu vực này đã được công bố công khai dưới tên Costa Daurada (bờ biển vàng).